# Temporada de 1958 de Bolo Palma
La temporada de bolo palma de 1958 presentó como novedad la creación del Campeonato de Liga por equipos, organizado por la Federación Cántabra de Bolos y con ocho peñas participantes.
También se jugaron la XIX edición del Campeonato de España de Bolo Palma individual y la XVIII edición del Campeonato de Cantabria de Bolo Palma individual.

## Campeonato de Liga[1]
La primera edición del Campeonato de Liga la iban a jugar inicialmente ocho peñas de Barreda (PB Solvay), Cabezón de la Sal (PB Conde de San Diego), Renedo de Piélagos, Santander (PB La Carmencita) y Torrelavega (PB Mozo de Campuzano, PB Sniace, PB Telesforo Mallavia y PB Torrelavega); sin embargo, problemas a la hora de completar una cuadrilla hicieron que Renedo no participara, saliendo en su lugar una segunda cuadrilla de la Bolística de Torrelavega, que no tendría derecho a mantener la categoría de cara a la siguiente temporada ya que se reservaría la plaza para los de Piélagos. Las peñas constarían de cuatro jugadores sin poder realizar cambios en los partidos.
El campeonato se desarrolló entre el 31 de mayo y el 19 de octubre, a doble vuelta en partidos de seis chicos jugados de cuarenta bolos. Se obtendrían dos puntos por victoria, uno por empate y cero por derrota. El primer partido correspondió a las peñas Solvay, que actuó de local, y Mozo de Campuzano, con victoria por 5-1 para los locales. El último encuentro lo disputaron La Carmencita y Mozo de Campuzano en Santander, con resultado de victoria local.
Clasificación final:
| Puesto | Peña                            | Puntos |
| 1º     | La Carmencita (Santander)       | 26     |
| 2º     | Solvay (Torrelavega)            | 19     |
| 3º     | Bolística Torrelavega           | 17     |
| 4º     | Sniace (Torrelavega)            | 16     |
| 5º     | Mallavia (Torrelavega)          | 14     |
| 6º     | Mozo de Campuzano (Torrelavega) | 11     |
| 7º     | Conde San Diego (Cabezón)       | 5      |
| 8º     | Bolística 'B' (Torrelavega)     | 4      |

Efectos de la clasificación: la Peña Bolística La Carmencita de Santander logró su primer título de Liga, mientras que descendieron de categoría o desaparecieron la Peña Bolística Mozo de Campuzano, de Torrelavega, y la Peña Bolística Torrelavega 'B'. Para las peñas Solvay, Sniace, Mozo de Campuzano y Bolística 'B' la de 1958 sería la mejor clasificación de su historia en liga.

## Campeonato de España de Bolo Palma individual
El Campeonato de España individual, en su XIX edición, se jugó en Barreda por primera vez en la historia. Joaquín Salas, de la Peña Bolística La Carmencita, se llevó la victoria final totalizando 590 bolos. Para Salas era su quinta victoria, después de las logradas en 1941, 1943, 1952 y 1956. Sucedía en el palmarés a Modesto Cabello, campeón el año anterior.

## Campeonato de Cantabria de Bolo Palma individual
El Campeonato Regional individual, del que se celebraba su XVIII edición, se jugó en Torrelavega por séptima vez en la historia y terminó con victoria de Ramiro González, de la Peña Bolística Torrelavega, totalizando 632 bolos. Para el campeón esta fue su tercera victoria en el regional, después de las logradas en 1949 y 1953, sucediendo en el palmarés a Modesto Cabello, campeón el año anterior.